# Jacques Berthault
Pour les articles ayant des titres homophones, voir Jacques Bertaux et Jacques Bertho.
Pour les articles homonymes, voir Berthault.
Jacques Berthault dit Bertaux, né le 10 janvier 1733 à Audrieu  (Calvados), mort le 21 novembre 1799 à Rocroi (Ardennes), est un général de brigade de la Révolution française.

## États de service
Il entre en service le 28 mars 1748, au régiment d'infanterie de Rohan, il devient sergent en 1753, et lieutenant le 1er janvier 1758. Il fait la campagne d'Allemagne de 1757 à 1759, et il est blessé d'un coup de feu à la cuisse gauche à la bataille de Bergen le 13 avril 1759. Lieutenant de grenadier le 10 juin 1768, il est nommé capitaine en second de la compagnie Colonelle le 11 juin 1776, et il est fait chevalier de Saint-Louis le 29 décembre 1777. Il passe major de la place de Rocroi le 8 avril 1779.
Il est promu général de brigade le 30 juillet 1793, commandant Philippeville, il est destitué le 1er décembre 1793. il est autorisé à prendre sa retraite le 29 octobre 1795.
Il meurt le 21 novembre 1799 à Rocroi.

## Sources
- http://www.napoleon-series.org/research/frenchgenerals/c_frenchgenerals5.html
- http://forum.gery.pl/index.php?showtopic=31892
- Étienne Charavay, Correspondance générale de Carnot, tome 3, imprimerie Nationale, 1897, p. 343.
- Georges Six, Dictionnaire biographique des généraux & amiraux français de la Révolution et de l'Empire (1792-1814), page 85